# Thore Andersson
Thore Valentin Andersson, född 2 maj 1919 i Eda, död 28 december 2002 i Arvika västra församling, var en svensk konstnär. 
Han var son till skräddaren och konstnären David Verner Andersson (Deve) och Anna Regina Strandberg.
Andersson studerade fyra månader vid Otte Skölds målarskola, därefter studier för Hans Tombrock och Josef Öberg. Han debututställde i Värmlands konstförening 1940 och har haft separatutställningar i Stockholm och Värmland. Han designade 10 funkishus, varav ett finns på Arvikagatan 3B och ett annat utanför Säffle.
1976 mötte han den 38 år yngre konstnären Marja Hallstensson alias Marja i Myrom. Tillsammans med Ulf Dahlin startade han Blå Lagårn,  en konstsalong i Perserud utanför Arvika vid sjön Racken. Thore skapade bilder ända fram till sin död. Marja var ofta hans modell. Han gav ut boken Marja Naken som väckte uppmärksamhet på 80-talet.
Hans offentliga utsmyckningar består bland annat av en monumentalmålning för Östra Fågelviks kyrka, Charlottenbergs kommunhus, Åmotfors skola och Nordea i Arvika.
Andersson finns representerad i Värmlands läns museum. Arvika stads konstsamling
Tillsammans med Helmer Forslund, Våge Albråten, Axel Hennix startade han konstgalleriet Konsttjällaren. Han var kusin och en vän med Olle Rhönnstad i utvecklandet av konsten.
Thore Andersson är begravd på Arvika kyrkogård.